# Aubeterre-sur-Dronne
Aubeterre-sur-Dronne település Franciaországban, Charente megyében. Lakosainak száma 318 fő (2022. január 1.). Aubeterre-sur-Dronne Bonnes, Laprade, Saint-Romain és Saint Privat en Périgord községekkel határos.

## Népesség
A település népességének változása:
| Lakosok száma | 449  | 398  | 388  | 418  | 410  | 391  | 386  | 347  | 329  | 318  |
|               | 1968 | 1982 | 1990 | 2006 | 2013 | 2015 | 2017 | 2019 | 2020 | 2022 |